# Municipio Juárez (Chihuahua)
Koordinaten: 31° 24′ N, 106° 36′ W
Juárez ist ein Municipio mit gut 1,3 Millionen Einwohnern im mexikanischen Bundesstaat Chihuahua. Das Municipio hat eine Fläche von 3550 km². Verwaltungssitz und größter Ort des Municipios ist die Millionenstadt Ciudad Juárez.
Das Municipio ist nach Benito Juárez, einem mexikanischen Präsidenten, benannt.

## Geographie
Das Municipio Juárez liegt im äußersten Norden des Bundesstaats Chihuahua auf einer Höhe zwischen 1000 m und 1900 m. Es zählt zur Gänze zur physiographischen Provinz der Sierras y Llanuras del Norte; 74 % des Municipios liegen in der hydrologischen Region des endorheischen Beckens der Cuencas Cerradas del Norte (Casas Grandes), 26 % hingegen in der hydrologischen Region Bravo-Conchos und entwässern in den Golf von Mexiko. Die Geologie des Municipios wird zu 70 % von äolischen Sedimenten bestimmt bei 11 % Alluvionen; vorherrschende Bodentypen im Municipio sind der Arenosol (42 %), Regosol (19 %), Calcisol (13 %) und Solonetz (10 %). 82 % des Municipios werden von Gestrüpplandschaft eingenommen.
Im Municipio liegt ein Teil der Médanos de Samalayuca. Das Municipio grenzt an die Municipios Ascensión, Guadalupe und Ahumada  sowie an die US-Bundesstaaten Texas und New Mexico.

## Bevölkerung
Beim Zensus 2010 wurden im Municipio 1.332.131 Menschen in  342.928 Wohneinheiten gezählt. Davon wurden 6.680 Personen als Sprecher einer indigenen Sprache registriert. 1,9 Prozent der Bevölkerung waren Analphabeten. 530.465 Einwohner wurden als Erwerbspersonen registriert, wovon 65 % Männer bzw. 6,4 % arbeitslos waren. 4,8 Prozent der Bevölkerung lebten in extremer Armut.

## Orte
Das Municipio Juárez umfasst 101 bewohnte localidades, von denen neben der Hauptstadt auch San Isidro vom INEGI als urban klassifiziert ist. Zehn Orte wiesen beim Zensus 2010 eine Einwohnerzahl von über 200 auf. Die größten Orte sind:
| Ort                     | Einwohner |
| Ciudad Juárez           | 1.321.004 |
| San Isidro (Río Grande) | 0.003.483 |
| Loma Blanca             | 0.002.169 |
| Samalayuca              | 0.001.474 |
| San Agustín             | 0.001.359 |
| El Millón               | 0.000.727 |